# 뉴스 프로그램
뉴스 프로그램(영어: news program/programme) 또는 뉴스 쇼(news show) 혹은 뉴스 캐스트(영어: newscast)는 텔레비전의 발달에 따라서 TV뉴스에서도 단순하고 평면적인 뉴스의 보도를 보다 더 입체적으로 시청자에게 전달하려는 경향이 보인다. 시청자측도 어떤 사건에 대한 표면적인 보도 뿐만 아니라 그 배경에 있는 원인이나 사건 당사자의 감상 등을 알려는 욕구가 커졌다. 이러한 상황하에서 뉴스를 여러 각도에서 파악하고 형식면에서도 사건 당사자를 등장시키거나 사건현장에서 중계를 하여 시청자의 흥미를 끄는 화제를 모아 종합적으로 편집된 것이 뉴스 쇼이기도 하다.
이런 프로들은 반드시 뉴스만을 중심으로 다루는 것이 아니라 오히려 일반적인 흥미를 끄는 화제와 생활정보 등이 중심이 되고 있어 엄밀한 뜻에서의 뉴스 쇼라고 할 수 없다.